# Niklas Eriksson (friidrottare)
Niklas Eriksson, gift Fernström, född 22 februari 1969, är en svensk före detta friidrottare (häcklöpning). Han tävlade för Malmö AI. Han är gift med Helena Fernström.
Vid VM i Göteborg 1995 deltog han på 110 meter häck men slogs ut i kvartsfinal. Han var även med på 400 meter häck men där blev han utslagen i försöksheaten.
Vid VM i Athen 1997 deltog han endast på 400 meter häck men där blev han också utslagen i försöksheaten.
Han utsågs år 1994 till Stor Grabb nummer 413..

## Personliga rekord
| Utomhus - 200 meter: 20,88 (Luzern, Schweiz 27 juni 1995) - 200 meter: 20,71 (medvind) (Staffanstorp 10 juni 1995) - 400 meter: 47,08 (Pune, Indien 13 september 1995) - 400 meter: 48,59 (Vellinge 5 juni 1999) - 110 meter häck: 13,62 (Gävle 6 juli 1994) - 110 meter häck: 13,62 (Gävle 4 juli 1994) - 400 meter häck: 49,33 (Göteborg 7 augusti 1995) - Längd: 7,63 (Helsingfors, Finland 24 augusti 1996) - Längd: 8,17 (medvind) (Port Louis, Mauritius 30 september 1995) | Inomhus - 60 meter: 6,94 (Malmö 16 januari 1999) - 200 meter: 21,01 (Malmö 4 februari 1995) - 60 meter häck: 7,67 (Malmö 25 februari 1995) - 60 meter häck: 7,88 (Barcelona, Spanien 11 mars 1995) |

### Fotnoter
1. 1 2 3 4 5 6  Wiger 2006, s. 95.
2. 1 2 3 4 5  Wiger 2006, s. 99.
3. ↑  Wiger 2006, s. 111.
4. 1 2 3 4 5 6 7  Wiger 2006, s. 154.
5. 1 2 3 4 5 6 7 8 9  Wiger 2006, s. 160.
6. ↑  ”friidrott.se:s Stora Grabbar-sida”. friidrott.se. Arkiverad från originalet den 31 mars 2016. https://web.archive.org/web/20160331202525/http://www.friidrott.se/historik/storagrabbar.aspx. Läst 16 december 2016.
7. ↑  ”Stora grabbars märke”. storagrabbar.se. http://www.storagrabbar.se/grabbar_9.html. Läst 16 december 2016.
8. 1 2 3 4 5 6 7 8 9  ”Personsida på AllAthletics”. all-athletics.com. Arkiverad från originalet den 20 december 2016. https://web.archive.org/web/20161220185712/http://www.all-athletics.com/node/73924. Läst 16 december 2016.
9. 1 2 3 4  ”Personsida på IAAF:s webbplats”. iaaf.org]. https://www.iaaf.org/athletes/sweden/niklas-eriksson-9664. Läst 16 december 2016.
10. ↑  Holmberg 2009, s. 50.
11. 1 2  Holmberg 2009, s. 62.
12. ↑  Holmberg 2009, s. 77.
13. ↑  Holmberg 2009, s. 166.
14. ↑  Holmberg 2009, s. 186.
15. ↑  Holmberg 2009, s. 229.